# 竹内舞子
竹内 舞子（たけうち まいこ）は、日本の防衛官僚。

## 人物・来歴
埼玉県立浦和第一女子高等学校から東京大学文科二類に入学。東京大学法学部卒業。国にとって1番大事なことは国を守ることだと考え、2001年に防衛庁へ入庁。2005年からハーバード大学へ留学。東アジア地域研究科で地域の安全保障について学ぶ。常に女性初となるポストを歴任し、安全保障や外交の現場でキャリアを重ね、2016年 日本人女性初かつ最年少で、国連安保理北朝鮮制裁委員会専門家パネル委員に選出される。好きな食べ物は焼肉。

## 略歴
- 2001年4月：防衛庁へ入庁（長官官房文書課企画室）。
- 2004年：内閣官房副長官補（安全保障担当）付。
- 2005年7月：留学（ハーバード大学）。
- 2008年：経済産業省貿易経済協力局安全保障貿易管理課審査班長。
- 2010年：防衛省整備計画局情報通信課長補佐。
- 2012年：在韓国日本大使館政治部一等書記官。
- 2016年：防衛装備庁事業管理監（航空機）付プロジェクトマネージャー。
- 2016年：国連安保理北朝鮮制裁委員会専門家パネル委員（〜2021年）。
- 2019年：早稲田大学紛争交渉研究所招聘研究員。
- 2021年：Senior Contributor, Compliance Capacity Skills International。
- 2023年：Compliance and Capacity Skills International アジア太平洋CEO。